# Бранко Милановић (књижевник)
Бранко Милановић (Бања Лука, 25. април 1930 — Бања Лука, 16. јануар 2011) био је српски књижевник, књижевни историчар, књижевни критичар, професор књижевности, као и члан Удружења књижевника Српске, Академије наука и умјетности Републике Српске и Сената Републике Српске.

## Биографија
Рођен је 25. априла 1930. у Бањој Луци. Основну и средњу школу похађао је у родном граду. Студије историје југословенских књижевности и српскохрватског језика завршио је 1956. на Филозофском фаултету у Загребу, гдје је 1962. докторирао дисертацијом Андрићева есејистика и његово књижевно дјело. Од 1957. радио је у Бањој Луци као средњошколски професор и објављивао прве критичке текстове. Године 1960. изабран на за асистента (на предмету Српска и хрватска књижевност XIX вијека) на Филозофском факултету у Сарајеву, гдје је провео више од три деценије. На овом факултету биран је у звање доцента 1963, ванредног професора 1968. и редовног 1973. године. Усавршавао се у Паризу (1963. и 1971) и Прагу (1967), гдје је предавао на Карловом универзитету.
Радио је као директор у Институту за књижевност у Сарајеву (1965–1973). Покретач је и главни уредник часописа „Годишњак” (1972–1981), чији је издавач био Институт. Уређивао је часопис за књижевност и културу „Путеви” у Бањој Луци (1960–1972. и 1996–1999, обновљена серија). Био је члан Удружења књижевника БиХ (од 1964), члан и предсједник Друштва наставника српскохрватског језика и књижевности БиХ, потпредсједник Савеза славистичких друштава Југославије и предсједник Удружења књижевника Републике Српске.
Из Сарајева је избјегао 1992. и отишао у Нови Сад, гдје је 1993–1995. године предавао на Филозофском факултету. Један је од иницијатора оснивања Филозофског факултета у Бањој Луци и члан Матичне комисије за избор наставника и сарадника на Одсјеку за српски језик и књижевност. По оснивању овог факултета (1995), прешао је у Бању Луку, укључио се у наставу и преузео руковођење Одсјеком за српски језик и књижевност (до 1999). Уже подручје његовог научног и књижевно-историјског истраживања обухвата српску књижевност XIX и XX вијека.
За дописног члана Академије наука и умјетности Републике Српске изабран је 27. јуна 1997, а за редовног 6. децембра 2008. године. Био је секретар Академијиног Одјељења књижевности и умјетности (2000–2004). Постао је Сенатор Републике Српске у другом сазиву Сената 2009. године.
Преминуо је у Бањој Луци 16. јануара 2011. године у 81. години живота.

## Награде
За свој укупни књижевноисторијски рад награђен је Кочићевом наградом 2000, и Шантићевом наградом (Шантићев шешир и штап) 2005. године.